# Nertobriga signata
Nertobriga signata är en fjärilsart som beskrevs av Walker 1864. Nertobriga signata ingår i släktet Nertobriga och familjen trågspinnare. Inga underarter finns listade i Catalogue of Life.